# Asambleas del Partido Republicano de 2012 en Alaska
Las Asambleas del Partido Republicano de 2012 en Alaska se hicieron el 6 de marzo de 2012 en el llamado Supermartes. Las Asambleas del Partido Republicano fueron unas asambleas, con 27 delegados para elegir al candidato del partido Republicano para las elecciones presidenciales de Estados Unidos de 2012. En el estado de Alaska estaban en disputa 27 delegados.

## Elecciones

### Resultados
| Asambleas Republicanas de Alaska de 2012 | Asambleas Republicanas de Alaska de 2012 | Asambleas Republicanas de Alaska de 2012 | Asambleas Republicanas de Alaska de 2012 |
| Candidato                                | Votos                                    | Porcentaje                               | Delegados nacionales                     |
| ---------------------------------------- | ---------------------------------------- | ---------------------------------------- | ---------------------------------------- |
| Mitt Romney                              | 4,285                                    | 32.4%                                    | 8                                        |
| Rick Santorum                            | 3,860                                    | 29.2%                                    | 7                                        |
| Ron Paul                                 | 3,175                                    | 24.0%                                    | 6                                        |
| Newt Gingrich                            | 1,865                                    | 14.1%                                    | 3                                        |
| Indecisos                                | 34                                       | 0.3%                                     |                                          |
| Delegados no proyectados:                | Delegados no proyectados:                | Delegados no proyectados:                | 3                                        |
| Total                                    | 13,219                                   | 100.0%                                   | 27                                       |